# Corbeanca (gmina)
Corbeanca – gmina w północno-zachodniej części okręgu Ilfov w Rumunii. W skład gminy wchodzą cztery wsie: Corbeanca, Ostratu, Petrești i Tamași. W 2011 roku liczyła 7072 mieszkańców.